# Seznam letališč v Sloveniji
Seznam letališč v Sloveniji.

## Mednarodna
- letališče Ljubljana (LJLJ) Brnik
- letališče Maribor (LJMB) Slivnica
- letališče Portorož (LJPZ) Sečovlje

## Vojaška
- letališče Cerklje ob Krki (Cerklje ob Krki - vojaško; LJCE)

## Športna-notranja
- letališče Ajdovščina (LJAJ)
- letališče Bovec (LJBO)
- letališče Celje (LJCL)
- letališče Divača (LJDI)
- letališče Lesce (LJBL)
- letališče Murska Sobota (LJMS)
- letališče Novo mesto-Prečna (LJNM)
- letališče Postojna (LJPO)
- letališče Ptuj (LJPT)
- letališče Slovenj Gradec (LJSG)
- letališče Šoštanj (LJSO)
- letališče Slovenske Konjice (LJSK)

## Vzletišča
- vzletišče Zagorje
- vzletišče Šentvid pri Stični
- vzletišče Cerkvenjak
- vzletišče Podpeč
- vzletišče Novi Lazi
- vzletišče Prilozje

## Bivša
- letališče Ljubljana Polje 1933-79
- letališče Maribor Tezno 1913-53